# آد اتلیه
آد اتلیه انترتینمنت (انگلیسی: Odd Atelier Entertainment Inc.) که با نام آد اتلیه (کره‌ای: 오드 아틀리에) یا اواِی (OA) نیز شناخته می‌شود، ناشر موسیقی و آژانس سرگرمی در کره جنوبی است که در نوامبر ۲۰۲۳ توسط جنی تأسیس شد.

## تاریخچه
در اوت ۲۰۲۳، هر چهار عضو گروه دخترانه کره‌ای بلک‌پینک در مورد قراردادشان با ناشر موسیقی این گروه، وای‌جی انترتینمنت مذاکره کردند.
با پایان یافتن قراردادها، این لیبل در ماه ژوئیه اعلام کرده بود که تمدید قرارداد در حال بحث است و سپس با بیانیه دیگری در نوامبر همان سال تأیید کرد که هنوز «در حال مذاکره با هنرمندان برای قراردادهای خود» است. با نزدیک شدن به انقضای قراردادها، وای‌جی در ماه ژوئیه اعلام کرده بود که تمدید قرارداد در حال بحث است و سپس در بیانیه‌ای دیگر در نوامبر همان سال اعلام کرد که هنوز در حال مذاکره با هنرمندان برای قراردادشان است. در ۵ اکتبر ۲۰۲۳، وای‌جی انترتینمنت تأیید کرد که هر چهار عضو بلک‌پینک قراردادشان را تنها برای فعالیت‌های گروهی تمدید کردند.
در ۲۴ دسامبر ۲۰۲۳، جنی مطلبی را با طرفدارانش به اشتراک گذاشت و اعلام کرد که در حال تأسیس ناشر موسیقی خودش به نام آد اتلیه است که مالک و هنرمند اصلی آن است.

## هنرمندان

### خوانندگان
- جنی